# Ben Lloyd-Hughes
Benedict Lloyd-Hughes (* 1988) ist ein britischer Schauspieler.

## Leben
Er wurde 1988 als der jüngere Bruder des Schauspielers Henry Lloyd-Hughes geboren. 2011 schloss er sein Studium an der Londoner Guildhall School of Music and Drama ab. Während dieser Ausbildung wirkte er zusammen mit seinem Bruder an dem Film Miliband of Brothers mit. Er ist aber vor allem für seine Darstellung des Josh Stock in der ersten Staffel von Skins – Hautnah bekannt. 2012 verkörperte Lloyd–Hughes in der Romanverfilmung Große Erwartungen den Bentley Drummel und war im März 2014 in dem Film Die Bestimmung – Divergent erneut im Kino zu sehen.
Seit 2019 ist Loyd-Hughes verheiratet mit der britischen Schauspielerin Emily Berrington. Das Paar hat eine Tochter und lebt in London.
Zu Ben Lloyd-Hughes Lieblingsbüchern gehören Große Erwartungen von Charles Dickens, Das Meer, das Meer von Iris Murdoch und Eines Menschen Herz, das von William Boyd verfasst wurde.
In Deutschland hat Ben Lloyd-Hughes keine feste Synchronstimme. Er wurde in Skins von Gerrit Schmidt-Foß und in The Hour von Alexander Doering synchronisiert. Des Weiteren lieh Tobias Nath ihm seine Stimme in den Kinofilmen Große Erwartungen und Die Bestimmung – Divergent.

## Filmografie (Auswahl)
- 2006: Genie in the House (Fernsehserie, Episode 1x11)
- 2006: A Touch of Frost (Fernsehserie, Episode 13x01)
- 2007: Casualty (Fernsehserie, Episode 21x29)
- 2007: Skins – Hautnah (Skins, Fernsehserie, Episoden 1x07–1x08)
- 2008: Geheimnis um Rom (Roman Mysteries, Fernsehserie, Episode 2x05)
- 2009: Tormented
- 2009: The First Days of Spring
- 2009: Personal Affairs (Fernsehserie, 4 Episoden)
- 2010: Miliband of Brothers
- 2011: The Hour (Fernsehserie, 2 Episoden)
- 2011: Young James Herriot (Fernsehserie, 3 Episoden)
- 2012: The Scapegoat
- 2012: Große Erwartungen (Great Expectations)
- 2014: Die Bestimmung – Divergent (Divergent)
- 2015: Die Bestimmung – Insurgent (The Divergent Series: Insurgent)
- 2016: Ein ganzes halbes Jahr (Me Before You)
- 2017: Solange ich atme (Breathe)
- 2020: Industry (Fernsehserie, 6 Episoden)
- 2022: The King’s Daughter
- 2022–2023: Sanditon (Fernsehserie, 12 Episoden)
- 2022–2023: The Crown (Fernsehserie, 7 Episoden)
- 2024: The Next Level (Fernsehserie, 6 Folgen)

## Theateraufführungen
- 2012: The Way of the World